# Plasmobatidae
Plasmobatidae zijn  een familie van mijten. Bij de familie zijn 3 geslachten met circa 20 soorten ingedeeld.